# Ballantine's
Ballantine's è una marca di scotch whisky prodotta nel 1910 a Glasgow dalla Ballantine's & Sons, azienda del settore delle bevande alcoliche fondata nel 1827 a Edimburgo da George Ballantine. È tra i marchi più famosi e stimati nel mercato degli scotch whisky europei e mondiali, secondo solo a Johnnie Walker per volume di vendite.

## Storia
George Ballantine aveva iniziato a vendere scotch e altri liquori nel suo negozio di droghiere aperto a Edimburgo nel 1820 quando aveva solamente quattordici anni. Nel 1865 Ballantine decise di affidare la gestione delle sue attività al suo primogenito Archibald, il quale decise di spostare la ditta in un locale più grande situato a Glasgow. L'attività dell'azienda aveva incominciato ad allargarsi, al punto che George Ballantine decise di chiamare nelle gestione anche gli altri suoi figli George Jr. e Daniel, fondando poco dopo la George Ballantine & Son Ltd. Dopo la scomparsa del padre, avvenuta nel 1891, fu George Ballantine Jr. a prendere in mano le redini dell'azienda. Nel 1896 la regina Vittoria, durante un soggiorno a Glasgow, conferì alla società come onorificenza il titolo del Royal Warranty. Nel 1910 l'azienda lanciò il Ballantine's Finest, prodotto destinato a diventare quello di punta della compagnia.
Nel 1919 George Ballantine Jr. decise di cedere la società alla Barclay and McKinlay, la quale si occupò di aumentare la notorietà del marchio tra i consumatori, promuovendolo in favore del suo marchio Talisker come principale della società. Nel 1937 la Barclay and McKinlay e le sue divisioni controllate (compresa quindi anche la Ballantine's & Son's) fu interamente ceduta alla compagnia canadese Hiram Walker-Gooderham & Worts, la quale poco dopo acquisì anche una società per il rifornimento di materie prime per la produzione di whisky e alcolici, la Glenburgie and Miltonduff (i cui impianti siti nelle omonime località ancora oggi fanno da rifornimento per la creazione del Ballantine's). Nel 1938 alla società fu conferito il titolo nobiliare scozzese del Grant of Heraldic Arms, riconoscendo la George Ballantine & Son come un'impresa di valore per la cui attività andava riconosciuta l'onorificenza del Noblesse of Scotland. Nello stesso anno fu costruita una distilleria a Dumbarton, all'epoca la più grande in Europa.
Nei decenni successivi, la Hiram Walker intraprese un processo di sviluppo del brand focalizzato sulla sua internazionalizzazione, iniziato negli anni sessanta con la massiccia esportazione del prodotto in Europa continentale, al punto che negli anni ottanta Ballantine's divenne il primo scotch whisky per vendite nei mercati europei e il terzo al mondo. Si stima che durante la presidenza di John Fitzgerald Kennedy fosse anche il whisky più venduto negli Stati Uniti. Nel 1986 il 50% del capitale della Hiram Walker Resources verrà rilevato, dopo uno scontro giuridico-finanziario, dalla compagnia del settore bevande del Regno Unito Allied Lyons Plc (divenuta nel 1994 Allied Domecq dopo la fusione con la società Pedro Domecq), la quale l'anno successivo rileverà il residuo 50% del capitale, diventando così, nel 1987, unica proprietaria del marchio Ballantine's. Allied Domecq verrà a sua volta rilevata nel 2005 tramite un'acquisizione del valore di £7,4 miliardi dalla multinazionale francese delle bevande alcoliche Pernod Ricard, da allora nuova titolare del marchio Ballantine's.

## Situazione attuale
Nel 2018 Ballantine's ha generato un volume di vendite di circa 7,4 milioni per volume. Nel 2016 il marchio aveva una quota di mercato nel segmento degli scotch whisky pari al 7,7%, in seconda posizione dietro a Johnnie Walker. 

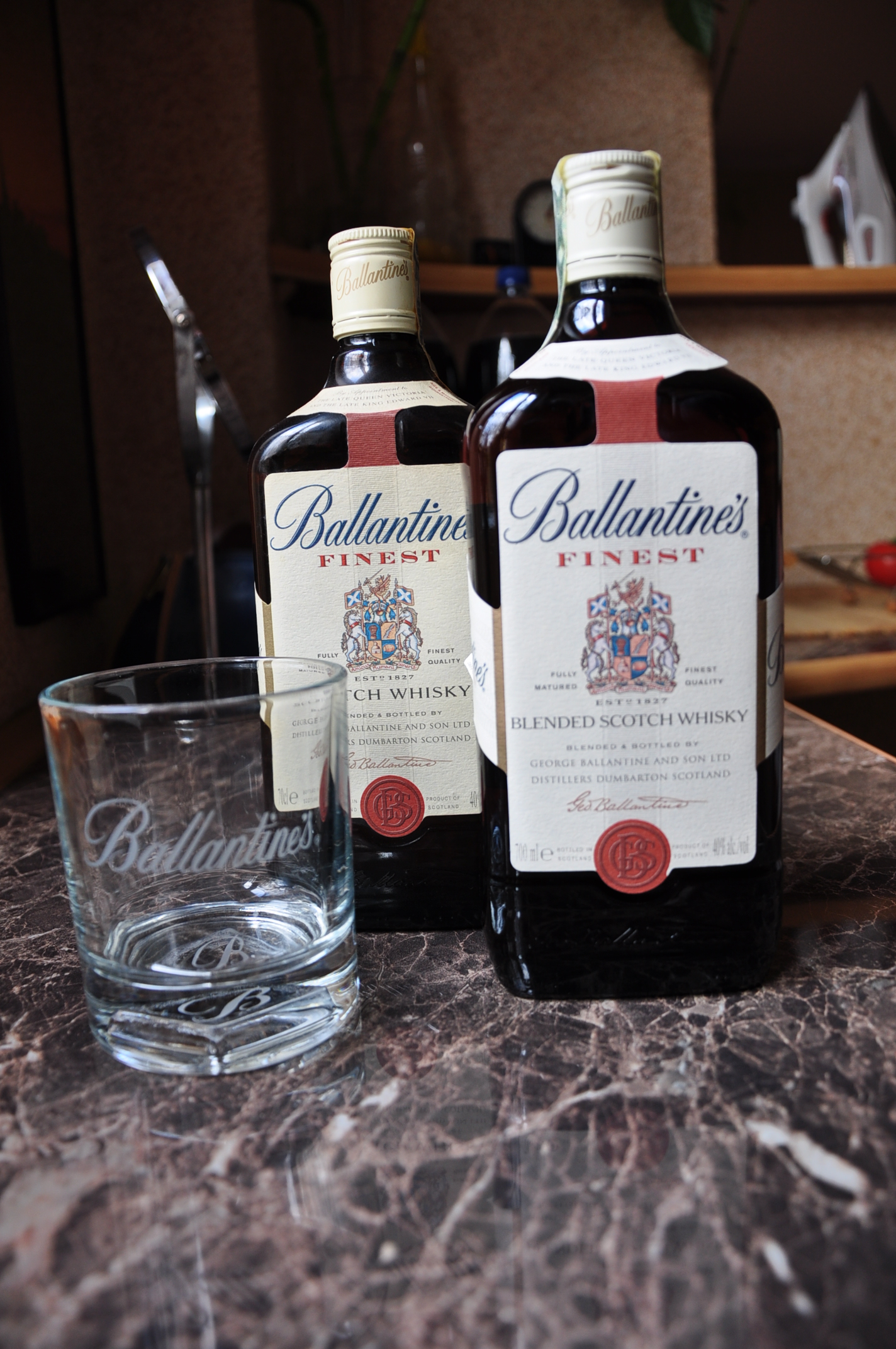
Ballantine's Finest Scotch Whisky

## Prodotti
- Ballantine's Finest
- Ballantine's 12 Years Old
- Ballantine's 17 Years Old
- Ballantine's 21 Years Old
- Ballantine's 30 Years Old
- Ballantine’s Blended Scotch Whisky (in Ceramic Jug)
- Ballantine’s Brasil
- Ballantine's Hard Fired